# ناديا هيلكر
ناديا هيلكر (بالإنجليزية: Nadia Hilker)، من مواليد 1 ديسمبر 1988، هي ممثلة ألمانية، بدأت حياتها في التمثيل السينمائي سنة 2010، واشتهرت في ظهور فيلم سبرينغ، ومسلسل ذا 100 وتقمصت شخصية ماغنا بالموسم التاسع من مسلسل الموتى السائرون.

## روابط خارجية
- ناديا هيلكر على موقع IMDb (الإنجليزية)
- ناديا هيلكر على موقع ألو سيني (الفرنسية)
- ناديا هيلكر على موقع أول موفي (الإنجليزية)
- ناديا هيلكر على موقع قاعدة بيانات الفيلم (الإنجليزية)
- ناديا هيلكر على موقع كينوبويسك (الروسية)